# Federico Peña

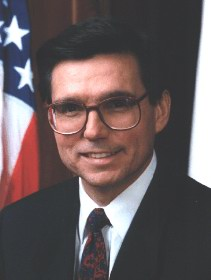
Federico Peña

Federico Fabian Peña (* 15. März 1947 in Laredo, Texas) ist ein US-amerikanischer Politiker. Unter Präsident Bill Clinton war er von 1993 bis 1997 Verkehrsminister der Vereinigten Staaten (United States Secretary of Transportation).
Nach seinem Studium an der University of Texas zog er nach Colorado, wo er als niedergelassener Rechtsanwalt tätig war. 1979 wurde er Mitglied im Repräsentantenhaus von Colorado und amtierte dort als Vorsitzender der demokratischen Minderheitsfraktion (Minority leader). Als erster Politiker hispanischer Abstammung wurde er 1983 zum Bürgermeister von Denver gewählt und 1988 im Amt bestätigt.
Er hat sich für den Bau von High Speed Corridors eingesetzt und diese auch zum Vorteil der US-Wirtschaft mit französischer TGV-Technik durchgesetzt. Er gilt als geradliniger und unbestechlicher Fachmann. Der Erfolg der in zwei Jahren gebauten Superrailroad Northeast Corridor war einer der größten Managererfolge in Amerika in diesen Amtsjahren.
Nach seiner Zeit als Verkehrsminister war Peña noch für ein Jahr im Kabinett Clinton zuständig für das Energieministerium.
Er leitet nun eine Investmentfirma.